# 원촌초등학교
원촌초등학교는 대한민국 전라남도 구례군 산동면 원촌리에 있는 공립 초등학교이다.

## 학교 연혁
- 1921년 10월 26일 원촌공립보통학교 개교
- 1938년 4월 1일 원촌공립심상소학교 개명
- 1941년 4월 1일 원촌공립국민학교 개명
- 1981년 3월 1일 병설유치원 개원
- 1996년 3월 1일 원촌초등학교 개명
- 1999년 3월 1일 이평초등학교 폐지 통합
- 2000년 3월 1일 산동중학교 통합운영
- 2020년 2월 7일 제93회 졸업(졸업생 총수 5,772명)
- 2020년 9월 1일 제31대 김영희 교장 부임

## 참고 자료
- 원촌초등학교 - 한국교육학술정보원 학교알리미